# أندرو ويتي
السير أندرو ويتي (ولد في 22 أغسطس 1964) هو رجل أعمال بريطاني والرئيس التنفيذي لمجموعة يونايتيد هيلث. كما شغل أيضاً منصب الرئيس التنفيذي لشركةغلاكسو سميث كلاين بين عامي 2008 و2017. وكان يشغل سابقاً منصب مستشار جامعة نوتنغهام.

## روابط خارجية
- Witty’s biography at GlaxoSmithKline

| مناصب تجارية          | مناصب تجارية                                      | مناصب تجارية       |
| --------------------- | ------------------------------------------------- | ------------------ |
| سبقه جان بيار غارنييه | الرئيس التنفيذي لشركة غلاكسو سميث كلاين 2008–2017 | تبعه Emma Walmsley |
| مناصب أكاديميَّة        |                                                   |                    |
| سبقه Yang Fujia       | مستشار جامعة نوتنغهام 2013–2017                   | تبعه Vacant        |